# Campionat britànic de trial 1979
La temporada de 1979 del Campionat britànic de trial fou la 30a edició d'aquest campionat, organitzat per l'ACU. El calendari oficial constava de 10 proves puntuables.

## Classificació final
| Posició | Pilot            | Motocicleta | Punts |
| ------- | ---------------- | ----------- | ----- |
| 1       | Malcolm Rathmell | Montesa     | 124   |
| 2       | Martin Lampkin   | Bultaco     | 99    |
| 3       | Rob Shepherd     | Honda       | 94 ½  |
| 4       | John Reynolds    | Suzuki      | 71    |
| 5       | Nigel Birkett    | Montesa     | 59    |
| 6       | Chris Sutton     | Suzuki      | 46    |
| 7       | Chris Clarke     | Montesa     | 31    |
| 8       | Peter Cartwright | Bultaco     | 26 ½  |
| 9       | Steve Wilson     | Bultaco     | 17    |
| 10      | G. Parken        | SWM         | 9     |